# Saprang Kalayanamitr
Saprang Kalayanamitr (en tailandés: สพรั่ง กัลยาณมิตร), (provincia de Lampang, 8 de julio de 1948-21 de noviembre de 2023) fue un militar tailandés.

## Biografía
Kalayanamitr fue un general tailandés, miembro del Real Ejército, asistente del Secretario General del Consejo Nacional de Seguridad, Comandante de una unidad de 14.000 hombres para combatir las protestas contra el régimen, Jefe del Grupo Directivo de los aeropuertos de Tailandia y de las dos mayores compañías públicas de telecomunicaciones del país. Es uno de los líderes de la Alianza del Pueblo para la Democracia.
Procedente de una familia de la aristocracia militar, se educó en la Real Academia Militar de Chulachomklao y en la  Escuela de Defensa Nacional. Durante treinta años sirvió en unidades de caballería. En 2005 fue promovido a Comandante de la tercera Región Militar. Fue uno de los líderes militares del golpe de Estado de septiembre de 2006 que depuso al presidente Thaksin Shinawatra. Es considerado uno de los mayores detractores de Thaksin y ha destacado por las purgas que ha realizado en los servicios de telecomunicacones. Se le considera el posible sucesor de Sonthi Boonyaratglin como Jefe del Consejo Nacional de Seguridad en 2007. Sin embargo, en septiembre de ese año, fue degradado a ser Secretario Permanente Adjunto del Ministerio de Defensa, mientras que su rival, el General Anupong Paochinda, fue promovido para dirigir el Ejército. Saprang tiene previsto el retiro obligatorio del Ejército en septiembre de 2008."